# František Bureš (voják)
František Bureš (14. srpna 1905 Mostkovice – kolem roku 1979) byl československý generál, protinacistický odbojář a armádní diplomat.

## Život

### Před druhou světovou válkou
František Bureš se narodil 14. srpna 1905 v Mostkovicích na Prostějovsku v rodině krejčího Františka Bureše a Anny, rozené Dapeci. Vystudoval reálné gymnázium v Prostějově, poté se stal vojákem z povolání, kdy jako důstojník působil u pěšího pluku 27 v Olomouci a hraničářského praporu 10 v Trebišově. Během svého působení u Československé armády vystudoval Vojenskou akademii v Hranicích (1924-1926) a Vysokou školu válečnou v Praze (ukončil 1938). Kariéru v prvorepublikové armádě zakončil v hodnosti kapitána jako přidělený důstojník u 4. oddělení 2. armádního sboru v Hradci Králové.

### Druhá světová válka
Po německé okupaci a rozpuštění Československé armády začal František Bureš pracovat jako tiskový referent. Profesní kurz absolvoval v červenci 1939 v Praze a poté zahájil působení na okresním úřadu v Uherském Hradišti. Na této pozici se zapojil do protinacistického odbojové skupiny nazývané Schmoranzova skupina tiskových tajemníků (krycí značka C-14), která se především zabývala sběrem vojenských, ekonomických a politických informací, jejich vyhodnocováním a předáváním československému zahraničnímu odboji. V Uherském Hradišti se rovněž napojil na struktury Obrany národa a to zejména přes osobu pplk. Vladimíra Štěrby. Dne 25. srpna 1939 byl spolu s dalšími zatčen gestapem na schůzce ve Zlíně, poté byl vězněn a vyslýchán na brněnském Špilberku, pražské Pankráci a vazební věznici v Drážďanech. Odbojová činnost mu nebyla prokázána, neboť se mu podařilo úspěšně tvrdit, že odbojový charakter skupiny nepochopil. Navíc jeho napojení na Obranu národa nebylo rozkryto, protože pplk. Vladimír Štěrba spáchal na Špilberku sebevraždu, aniž by cokoliv vyzradil. Přesto byl on a několik dalších neusvědčených tiskových referentů uvězněn v srpnu 1940 v koncentračním táboře Dachau, dne 8. dubna 1941 byl přesunut do koncentračního tábora Ravensbrück. Osvobozen byl 21. dubna 1945 nedaleko Berlína během pochodu smrti. Do Československa se vrátil 31. května 1945.

### Po druhé světové válce
Po skončení druhé světové války se František Bureš vrátil k armádní službě, konkrétně zpět do Hradce Králové. V červnu 1945 vstoupil do Komunistické strany Československa. Během únorových událostí roku 1948 se stal členem prvního krajského Akčního výboru Národní fronty v Hradci Králové a aktivně tak pomáhal při komunistickém převzetí moci. Již od března zastával vysoké armádní funkce v Praze a Brně, v roce 1951 byl povýšen do hodnosti brigádního generála (1953 změněno na generálmajora). V roce 1952 byl vybrán jako velitel určený zformováním první československé delegace do Dozorčí komise neutrálních států dohlížející na dodržování příměří po ukončení bojů Korejské války, která pak skutečně vznikla v roce 1953. Pro tuto funkci byla Františku Burešovi dočasně propůjčena hodnost generálporučíka, zpět do Československa se vrátil v červenci 1954. Jeho působení ve vedení delegace přineslo řadu vážných výhrad, z nichž některé z nich byly potvrzeny následně zřízenou vyšetřovací komisí. Není ovšem zcela jasná hranice mezi skutečnými prohřešky a účelovostí obvinění, kauza nese znaky, že se František Bureš stal obětí poslední čistky v ČSLA. Mezi lety 1954 a 1958 zastával funkci velitele 1. střeleckého sboru v Banské Bystrici, problémy vyplývající z jeho korejského působení ale nakonec vedly k jeho propuštění do zálohy a zamítnutí důchodového zvýhodnění. František Bureš poté pracoval jako dispečer nákladní dopravy u banskobystrického podniku Pozemních staveb, kde byl i předsedou základní organizace Komunistické strany Slovenska. Z důvodu jeho nesouhlasu s Invazí vojsk Varšavské smlouvy do Československa v roce 1968 byl o čtyři roky později z Komunistické strany vyloučen a mezi lety 1975 a 1979 na něj vedla Státní bezpečnost spis prověřované osoby. Zemřel někdy v období kolem roku 1979, dotčený spis byl do archivu uložen k 25. dubnu téhož roku.

## Vyznamenání
- Československý válečný kříž 1939
- Československá medaile Za chrabrost před nepřítelem
- Československá medaile za zásluhy II. stupně
- Řád 25. února III. stupně
- Pamětní kříž za věrnost